# Ійсалмі
І́йсалмі (фін. Iisalmi, швед. Idensalmi) — місто та муніципалітет у Східній Фінляндії, провінція Північний Саво. Населення — 22,3 тис. осіб (2007). Один із центрів карельської православної громади, в якій працював видатний японський іконописець Петер Сасакі. У місті розвинені деревообробна та металургійна промисловість, виробництво верстатів, сільське господарство, потужна туристична індустрія (65 % населення зайнято у галузі обслуговування), є власна хокейна команда.

## Історія
Ійсалмі виник на землях південних саамів у XVII ст. Розташований на півострові, оточеному з усіх боків озерами та водоймами, що робить поселення захищеним від нападників. Фінські та карельські колоністи гуртувалися навколо місцевої церкви, яку відбудовано в 1627 році. Під час війни Шведського королівства та Російської імперії 1808—1809 поблизу Ійсалмі, у селищі Колйонвірта (фін. Koljonvirta) 15 жовтня 1808 року відбулася масштабна битва, перемогу в якій здобули шведські війська. Про цю подію є згадка у творі фінського класика Йогана Рунеберга. 17 вересня 1809 Ійсалмі разом з усією країною увійшов до складу Великого князівства Фінляндського, на чолі якого став імператор Александр І.
Статус міста від 1891 року. Залізниця прокладена 1902 року.

## Економіка
В І. деревообробна та металургійна промисловість, виробництво верстатів, сільське господарство. Проте існують також виробники харчових, друкарських та електронних товарів. Місцева влада вмістила економічну політику регіону в чотири «М»: Maito (молоко), Metsä (ліс), Metalli (метал), Matkailu (подорожі). Вагому частку бюджету І. формують туристи.

### Провідні підприємства Ійсалмі
- Componenta Suomivalimo
- Finnforest Oyj
- Genelec Oy
- Iisalmen Sahat Oy
- IS-VET Oy
- Normet Oy
- Olvi Oyj
- Profile Vehicles Oy
- Toolfac Oy Ab

## Видатні уродженці Ійсалмі
- Юхані Ахо, фінський письменник
- Карл Коллан, фінський письменник
- Хейккі Кауппінен, літератор
- Клаус Карппінен, майстер лижного спорту
- Сеппо Кяяріяйнен, фінський політик, Міністр оборони Фінляндії (2004—2007)
- Вільгельм Лаґус (1786—1859) — відомий юрист і історик Фінляндії.
- Едвін Лайне, фінський кінорежисер, автор стрічки «Невідомий солдат» (1955).
- Теуво Лянсівуорі, майстер мотоспорту
- Оллі Ремес, бронзовий призер Зимової олімпіади 1934
- Кеке Росберг, чемпіон перегонів Формула-1
- Пааво Руотсілайнен, релігійний діяч, проповідник XIX ст.
- Яакко Теппо, карельський співак, автор сатиричних творів
- Еппу Нуотіо, сучасний фінський письменник
- Йонас Кокконен, фінський композитор, Сібеліус кінця ХХ ст.

## Пам'ятки
- Старий й Новий храм Єванглелічно-Лютеранської Церкви
- Православна Церква Святої Олени (фрески Петра Сасакі)
- Виставка макетів церков Карелії, знищених в СРСР
- Місце битви Колйонвірта
- Мультімедія «Кольйоннвірта 1808»
- Культурний центр Ійсалмі
- Музей та пам'ятник письменнику Юхані Ахо
- Краєзнавчий музей
- Музей природи
- Музей броварської справи
- Куаппі — найменший у світі ресторан
- Льодовий палац